# Marina Pestova
Marina Nikolayevna Pestova (em russo:  Марина Николаевна Пестова; nome de casada: Akbarov (em russo:  Акбарова); Sverdlovsk, RSFS da Rússia, 20 de dezembro de 1964) é uma ex-patinadora artística russa, que competiu representando a União Soviética. Ela conquistou com Stanislav Leonovich uma medalha de prata e uma de bronze em campeonatos mundiais, uma medalha de prata e uma de bronze em campeonatos europeus e foi três vezes campeã do campeonato nacional soviético. Pestova e Leonovich disputaram os Jogos Olímpicos de Inverno de 1980, terminando na quarta posição.

## Vida pessoal
Pestova se casou com o também patinador artístico de duplas Marat Akbarov, com quem tem uma filha, Angela.

## Principais resultados

### Duplas com Stanislav Leonovich
| Jogos Olímpicos                                       |                  |                  | 4.ª               |     |                  |                 |  |  |  |  |  |  |  |  |  |
| Campeonato Mundial                                    | 7.ª              | 5.ª              | Medalha de bronze |     | Medalha de prata | 6.ª             |  |  |  |  |  |  |  |  |  |
| Campeonato Europeu                                    | 7.ª              | 4.ª              | Medalha de bronze |     | Medalha de prata |                 |  |  |  |  |  |  |  |  |  |
| Prize of Moscow News                                  |                  | Medalha de ouro  |                   |     |                  |                 |  |  |  |  |  |  |  |  |  |
| Nacional                                              |                  |                  |                   |     |                  |                 |  |  |  |  |  |  |  |  |  |
| Campeonato Soviético                                  | Medalha de prata | Medalha de prata | Medalha de ouro   | 4.ª | Medalha de ouro  | Medalha de ouro |  |  |  |  |  |  |  |  |  |
|                                                       |                  |                  |                   |     |                  |                 |  |  |  |  |  |  |  |  |  |
| Legenda: Competição não foi disputada nesta temporada |                  |                  |                   |     |                  |                 |  |  |  |  |  |  |  |  |  |